# Netto (duńska sieć handlowa)

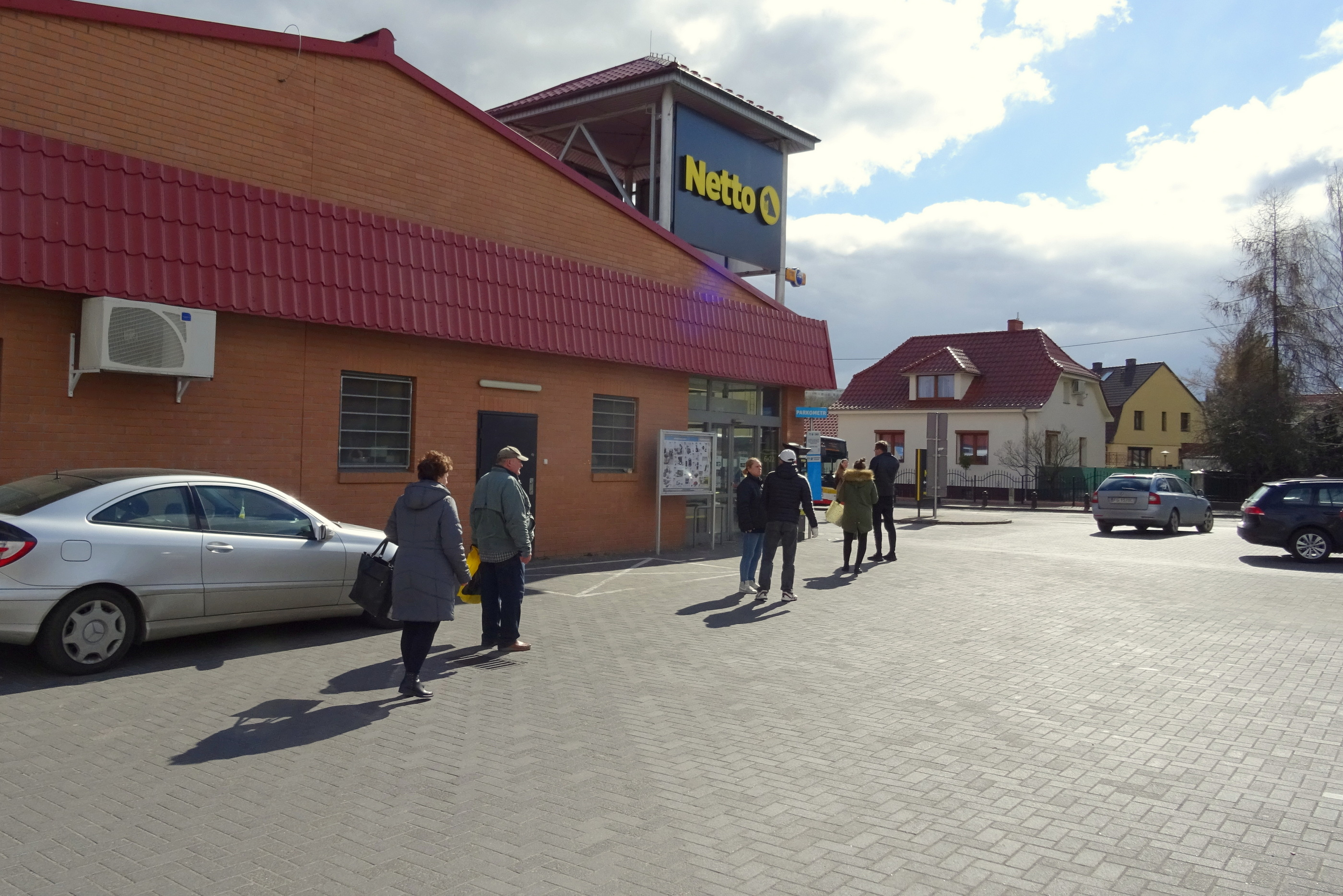
Kolejka klientów w czasie pandemii koronawirusa w Polsce (2020)

Netto – sieć supermarketów duńskiego koncernu Salling Group. Pierwszy sklep Netto otwarto 1 kwietnia 1981 w Kopenhadze.

## Logo

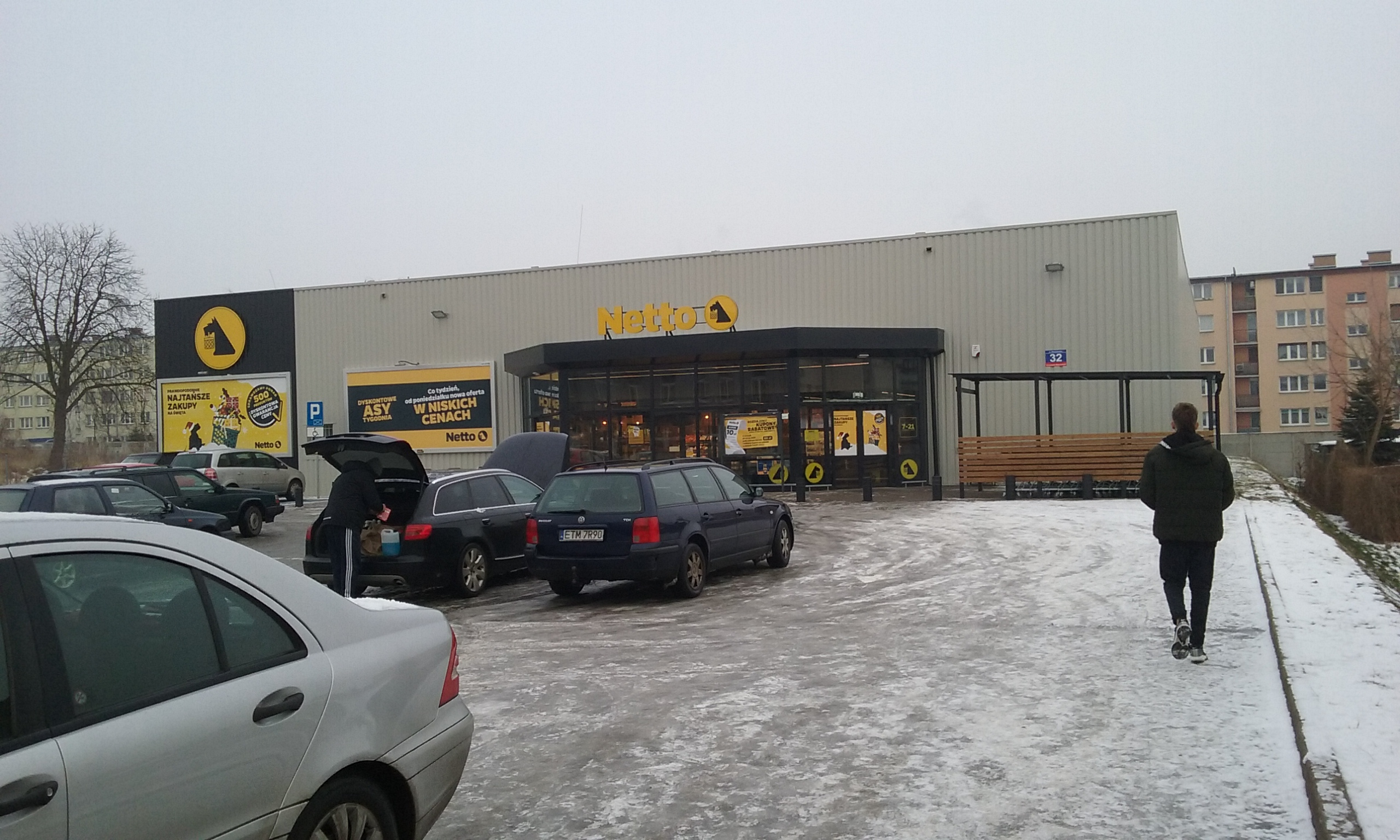
Sklep Netto w Tomaszowie Mazowieckim

Logo sieci to czarnowłosy pies rasy terier szkocki wabiący się imieniem Scottie, trzymający w pysku koszyk. Logo to obowiązuje od 1 października 1992, a stworzył je projektant Peter Hiort. Wybrał on ten motyw z trzech powodów. Po pierwsze, Szkocja kojarzona była z oszczędnością. Po drugie, psy były bardzo lubiane przez ogół społeczeństwa. Po trzecie, na podstawie psiej sylwetki było bardzo łatwo stworzyć logo, które było zarówno proste, jak i charakterystyczne.
W roku 2006 w Zjednoczonym Królestwie logo Netto usunięto z plastikowych toreb, służących do transportowania zakupów. Sklep odkrył bowiem, że torby bez znaków towarowych są chętniej używane ponownie przez klientów, co przyczynia się do ograniczenia plastikowych odpadów.

## Sklepy Netto na świecie
Sklepy Netto funkcjonują w Danii (494 sklepy), Niemczech (347 sklepów), Szwecji (162 sklepy) i Polsce (647 sklepów). Sieć istniała także w Wielkiej Brytanii na mocy umowy joint venture z Sainsbury’s (50:50). W maju 2010 brytyjskie markety Netto zostały sprzedane amerykańskiej sieci handlowej Wal-Mart, która kupiła 193 sklepy dyskontowe za kwotę 778 milionów funtów (1,1 miliarda dolarów). Do listopada 2011 wszystkie sklepy zmieniły markę na Asda. W czerwcu 2014 Netto próbowało powrócić na rynek brytyjski. W lipcu 2016 brytyjskie sklepy zostały zamknięte.
10 maja 2019 sieć Netto podjęła decyzję o wycofaniu się z rynku szwedzkiego.
18 czerwca 2020 Netto Polska podjęła decyzję o przejęciu polskiej spółki brytyjskiej sieci handlowej Tesco – Tesco Polska (301 sklepów, 2 centra dystrybucji, około 7000 pracowników).